# Козловець (Мазовецьке воєводство)
Козловець (пол. Kozłowiec) — село в Польщі, у гміні Пшисуха Пшисуського повіту Мазовецького воєводства.
Населення — 213 осіб (2011).
У 1975—1998 роках село належало до Радомського воєводства.

## Демографія
Демографічна структура станом на 31 березня 2011 року:
|          | Загалом | Допрацездатний вік | Працездатний вік | Постпрацездатний вік |
| -------- | ------- | ------------------ | ---------------- | -------------------- |
| Чоловіки | 109     | 25                 | 65               | 19                   |
| Жінки    | 104     | 6                  | 66               | 32                   |
| Разом    | 213     | 31                 | 131              | 51                   |